# Zyprische Badmintonmeisterschaft 2013
Die Zyprische Badmintonmeisterschaft 2013 fand vom 27. bis zum 28. April 2013 statt. Es war die 24. Auflage der nationalen Titelkämpfe von Zypern im Badminton.

## Titelträger
| Disziplin    | Sieger                            |
| ------------ | --------------------------------- |
| Herreneinzel | George Nicolaou                   |
| Dameneinzel  | Stella Knekna                     |
| Herrendoppel | George Nicolaou Elias Nicolaou    |
| Damendoppel  | Stephanie Pinhary Stella Knekna   |
| Mixed        | Charis Charalambous Stella Knekna |